# 宇都宮市体育館
宇都宮市体育館（うつのみやしたいいくかん）は、栃木県宇都宮市元今泉に所在する体育館である。公益財団法人「宇都宮市スポーツ振興財団」が指定管理者となっている（財団設立は1981年2月27日）。B.LEAGUE・宇都宮ブレックスのホームアリーナである。愛称はブレックスアリーナ宇都宮（略称ブレアリ）。
隣接地に栃木県立宇都宮産業展示館「マロニエプラザ」と、宇都宮駅東公園プール（営業は7月1日から8月31日）がある。

## 歴史
1979年（昭和54年）に設置され、1980年（昭和55年）の第35回国民体育大会（栃の葉国体）ではバスケットボール会場のひとつとなった。
2009年（平成21年）5月から2013年（平成25年）3月までの期間限定で愛称を「ブレックスアリーナ宇都宮」としていたが、期間満了後も引き続き愛称が使用されている。
2013年10月9日に耐震化を目的として大規模改修工事に入り、翌2014年（平成26年）10月31日に完了した。
2022年（令和4年）の第77回国民体育大会（いちご一会とちぎ国体）では、バレーボールとバスケットボールの会場、第22回全国障害者スポーツ大会（いちご一会とちぎ大会）では、バレーボール（知的障害部門）の会場となった。
宇都宮ブレックスが2026年（令和8年）に創設予定のBリーグ・プレミアに参入を目指すため、新アリーナの建設が計画されていたが、2024年（令和6年）8月に現館の改修で対応することが発表された。

### 初代の市体育館
1953年（昭和28年）1月、宇都宮市体育館の外装工事が完了し、竣工した。同館は、宇都宮城三の丸の外側にあった西舘堀の一部を埋め立てて造成した旭二丁目3444番地に建設され、収容人員5,000人、バスケットボールコート2面、バドミントンコート6面、卓球台10面、ボクシングリング1面を収容できる建坪735坪（≒2,429.75 m²）の施設であった。建物は鉄骨構造一部木造でモルタル塗りの亜鉛葺、宇都宮陸軍飛行学校の格納庫を払い下げて移築したものであった。この体育館はスポーツセンターと通称された。
1945年（昭和20年）7月12日の宇都宮空襲で宇都宮市役所は焼失したため、1954年（昭和29年）5月30日から10月21日まで、市役所の仮庁舎としても利用された。その後、1986年（昭和61年）10月に、初代の宇都宮市体育館の跡地に宇都宮市役所本庁舎が建てられた。

## 施設概要

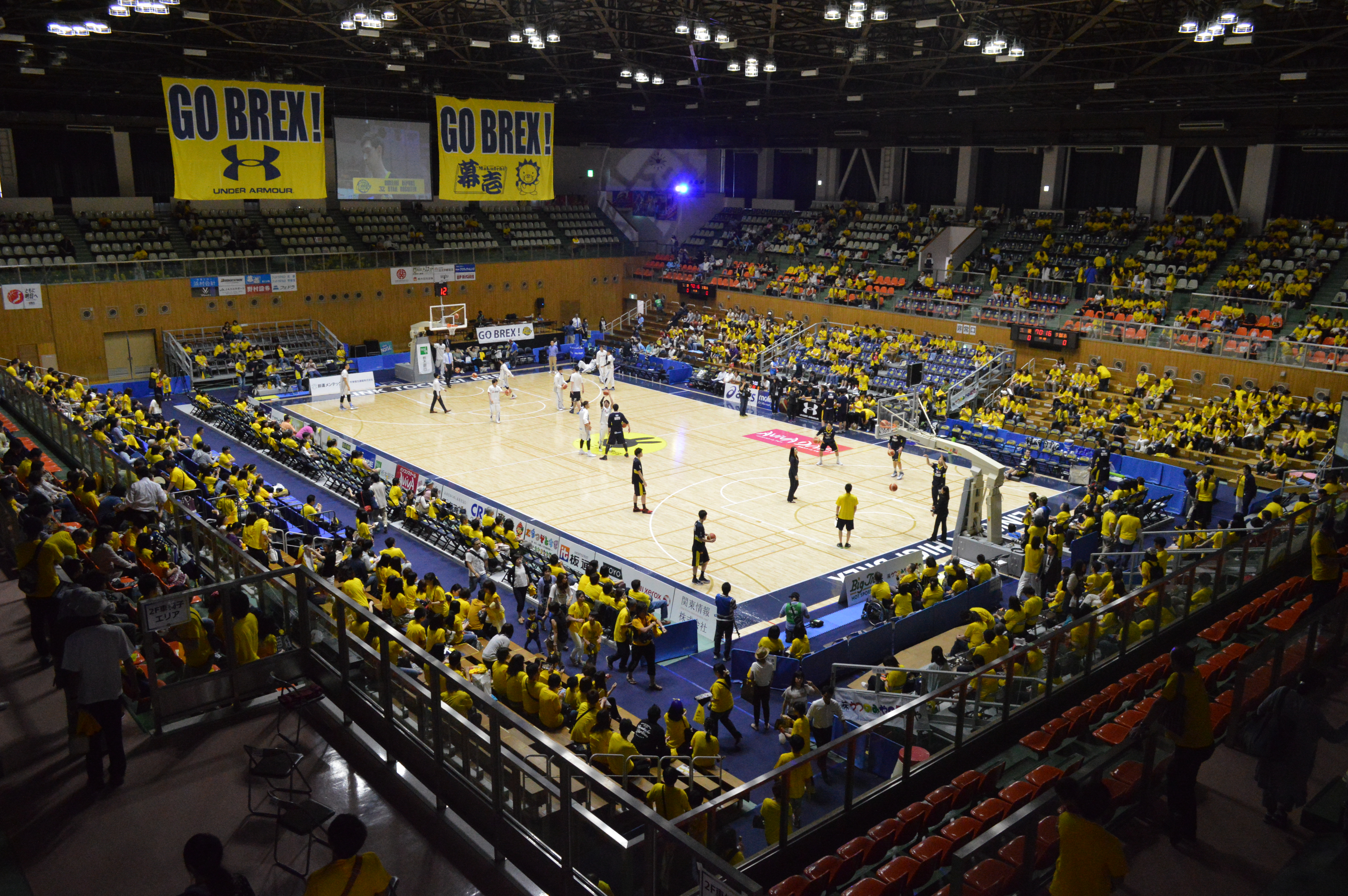
アリーナ内部

### 主競技場
- フロア：38m×50m
- バスケットボール2面
- バレーボール3面
- バドミントン10面
- 卓球21台

### 副競技場
- フロア：28m×34m
- バスケットボール2面
- 卓球12台
- バレーボール2面
- バドミントン4面

### 武道場
- フロア：22m×27m

## 交通
LRT利用
- 駅東公園前停留場より徒歩約5分

バス利用
- 宇都宮駅西口より関東バス柳田車庫行、平出工業団地行で白楊高校前下車
- ブレックスホームゲーム時は、宇都宮駅などから臨時バスが運行される。